# Montandon
Montandon ist eine französische Gemeinde mit 372 Einwohnern (Stand: 1. Januar 2022) im Département Doubs in der Region Bourgogne-Franche-Comté.

## Geographie
Montandon liegt auf 733 m, sieben Kilometer nordnordöstlich von Maîche und etwa 23 Kilometer südlich der Stadt Montbéliard (Luftlinie). Das Dorf erstreckt sich im Jura, im Norden des ausgedehnten Hochplateaus von Maîche, hoch über dem tief eingeschnittenen Tal des Doubs mit dem Städtchen Saint-Hippolyte. Das Gemeindegebiet gehört zum Regionalen Naturpark Doubs-Horloger.
Die Fläche des 12,71 km² großen Gemeindegebiets umfasst einen Abschnitt des französischen Juras. Der Hauptteil des Gebietes wird vom schwach reliefierten Hochplateau von Montandon eingenommen, das durchschnittlich auf 730 m liegt. Es ist überwiegend mit Wies- und Weideland bestanden und wird durch den Geländekamm des Bois du Désert (794 m) unterteilt. Das Plateau besitzt keine oberirdischen Fließgewässer, weil das Niederschlagswasser im verkarsteten Untergrund versickert. Begrenzt wird die Hochfläche im Westen durch die Täler von Dessoubre und seines Seitenbachs Ruisseau de la Forge, im Norden durch das Doubstal. Die Gemeindegrenze verläuft meist oberhalb des Steilhangs. Im Osten liegt die Grenze im Bereich des Baches Charbonney (Zufluss des Doubs). Nach Süden steigt das Gelände allmählich an zu den bewaldeten Höhen von La Crote (847 m), Le Mont (862 m), Les Côtards (mit 880 m die höchste Erhebung von Montandon) und Les Gratery (834 m). Dazwischen befinden sich verschiedene Trockentäler und Mulden, die topographisch zum Einzugsgebiet von Ruisseau de la Forge und Charbonney gehören.
Zu Montandon gehören der Weiler Vacheresse (814 m) auf einem Geländevorsprung über dem Tal des Ruisseau de la Forge sowie verschiedene Gehöfte. Nachbargemeinden von Montandon sind Saint-Hippolyte und Soulce-Cernay im Norden, Les Plains-et-Grands-Essarts und Trévillers im Osten, Thiébouhans im Süden sowie Les Bréseux im Südwesten.

## Geschichte
Das Gemeindegebiet von Montandon war schon sehr früh besiedelt. Im Abri Sous la Roche wurden Spuren aus der Bronzezeit entdeckt. Im Mittelalter gehörte Montandon zum Gebiet der Grafschaft La Roche von Saint-Hippolyte. Zusammen mit der Franche-Comté gelangte das Dorf mit dem Frieden von Nimwegen 1678 an Frankreich.

## Sehenswürdigkeiten
Die Kirche Saint-Ursin wurde 1573 an der Stelle eines mittelalterlichen Vorgängerbaus neu erbaut; der Chorraum wurde im Jahr 1700 einer umfassenden Restauration unterzogen. Im Ortskern sind verschiedene Bauernhäuser aus dem 18. und 19. Jahrhundert im traditionellen Stil des Haut-Doubs erhalten.

## Bevölkerung
| Jahr                       | 1962 | 1968 | 1975 | 1982 | 1990 | 1999 | 2005 | 2016 |
| Einwohner                  | 308  | 289  | 261  | 299  | 341  | 322  | 319  | 408  |
| Quellen: Cassini und INSEE |      |      |      |      |      |      |      |      |

Mit 372 Einwohnern (Stand 1. Januar 2022) gehört Montandon zu den kleinen Gemeinden des Départements Doubs. Nachdem die Einwohnerzahl in der ersten Hälfte des 20. Jahrhunderts deutlich abgenommen hatte (1886 wurden noch 431 Personen gezählt), wurde seit Mitte der 1970er Jahre wieder ein Bevölkerungswachstum verzeichnet.

## Wirtschaft und Infrastruktur
Montandon war bis weit ins 20. Jahrhundert hinein ein vorwiegend durch die Landwirtschaft (Viehzucht und Milchwirtschaft) geprägtes Dorf. Daneben gibt es heute einige Betriebe des lokalen Kleingewerbes. Viele Erwerbstätige sind auch Wegpendler, die in den umliegenden größeren Ortschaften ihrer Arbeit nachgehen.
Die Ortschaft liegt abseits der größeren Durchgangsstraßen. Die Hauptzufahrt erfolgt von der Hauptstraße D437, die Montbéliard mit Morteau verbindet. Eine weitere Straßenverbindung besteht mit Trévillers.